# 小行星6236
小行星6236（英語：6236 Mallard）是一颗围绕太阳公转的小行星。1988年11月29日，Oohira在清水町发现了此天体。
这颗小行星的绝对星等为308.5846503478429等。